# طعمه (فیلم ۱۳۷۱)
طعمه فیلمی به کارگردانی و نویسندگی فرامرز صدیقی ساختهٔ سال ۱۳۷۱ است.

## خلاصه داستان
اعضای یک گروه قاچاق مواد مخدر، مردی به نام غلام (کامران باختر) را یک روز پس از آزادی اش از زندان به قتل می‌رسانند. مرتضی (فرامرز قریبیان)، مأمور تجسس ادارهٔ مبارزه با مواد مخدر، یکی از افراد گروه به نام پیردوست (هادی اسلامی) را دستگیر می‌کند. مرتضی، پیردوست را که سال‌ها پیش معلم او بوده است با ضمانت خود آزاد می‌کند. رئیس گروه قاچاقچی‌ها (جمشید هاشم‌پور) با تزریق مواد مخدر به پیردوست او را ودار می‌کند تا مرتضی را موقع ورزش صبحگاهی با گلوله از پا درآورد؛ اما پیردوست در اوج حادثه به جای هدف قرار دادن مرتضی به یکی از قاچاق چی‌ها شلیک می‌کند. در این درگیری مرتضی و پیردوست زخمی می‌شوند و مرد قاچاقچی می‌میرد. رئیس گروه قاچاقچی‌ها که تنها مانده است به بیمارستان می‌رود تا پیردوست را به قتل برساند، اما مرتضی سر می‌رسد و در یک تعقیب و گریز رئیس را از بالای ساختمان بیمارستان به پایین پرت می‌کند.

## بازیگران
- فرامرز قریبیان
- جمشید هاشم‌پور
- هادی اسلامی
- رضا رویگری
- کامران باختر
- نریمان شاداب
- فخرالدین صدیق‌شریف
- فرهاد خانمحمدی
- عسگر قدس
- مریم مقبلی
- فاطمه طاهری
- عیسی صفایی
- پرویز شفیع‌زاده
- سیامک عافیت
- علی شیرازی
- پریسا شایسته
- علی اکبر ترکاشوند رحمتی